# Primo Lacchini

Primo Lacchini

Primo Lacchini detto "Spada" (Alfonsine, 16 giugno 1926 – Sant'Alberto, 6 dicembre 1944) è stato un partigiano italiano.

## Biografia
Vivace, scaltro e coraggioso, aderì alla Resistenza giovanissimo, ancora diciassettenne.

Inizialmente incaricato come staffetta, entrò a far parte successivamente come partigiano combattente del Distaccamento "Sauro Babini" della 28ª Brigata GAP "Mario Gordini".

Durante la "battaglia delle valli" per la liberazione di Sant'Alberto, Mandriole, Casal Borsetti e dell'area delle Valli di Comacchio, nel corso delle operazioni militari che portarono alla liberazione di Ravenna nel dicembre 1944 con un'azione congiunta tra le forze alleate e i partigiani, la Compagnia di cui faceva parte aveva l'obiettivo di liberare Sant'Alberto.

Nel corso delle fasi che precedettero il contrattacco tedesco, durante un tentativo di recupero di munizioni abbandonate, incontrò inaspettatamente le avanguardie nemiche: circondato ed isolato, morì imbracciando il suo mitra nel tentativo di aprirsi con la forza un varco.
Così ha descritto l'episodio il comandante della sua Compagnia, l'allora diciannovenne Ivo Zalambani (Landrù):"[...] la mattina mi alzo, un partigiano chiamato Primì [Primo Lacchini] è andato a prendere del latte. Io soffrivo di mal di gola, quando mi alzo dico: "Dov'è Primì?" e mi rispondono: "È andato con una donna in pineta perché hanno detto che ci sono delle armi." Dopo un po' sentiamo sparare, Primì aveva un mitra che aveva portato via a due fascisti - molto prima, quando eravamo in mezzo ai campi di Fusignano - e sentiamo sparare, arriva una donna vestita di nero (mi ricordo di lei solo questo) e dice: "Andate dal vostro amico, che ci sono 3 o 4 tedeschi." prendiamo le armi, e andiamo di corsa ma abbiamo fatto solo pochi metri che arriva un'altra donna che dice: "Ma sono tanti, quaranta o cinquanta!" Erano i tedeschi dei bunker di Porto Corsini, si stavano ritirando verso Ferrara e la strada per andare verso Ferrara era quella lì, proprio dove stavamo noi. Allora noi ci appostiamo, aspettiamo per vedere se arriva Primì, perché andargli incontro non era possibile, invece arrivano i tedeschi e li affrontiamo [...]. Primì lo avevano ammazzato [...] abitava a 100 metri da casa mia, eravamo andati a scuola insieme. [...]"